# Israel Lipski
Israel Lipski, nacido Lobulsk (1865-22 de agosto de 1887), fue un asesino judío de ascendencia polaca residente en el  East End de Londres.

## Primeros años y llegada a Reino Unido
Israel nació en Varsovia en 1865. Tras experimentar los horrores del pogromo acaecido en la Navidad de 1881, Israel abandonó Polonia y consiguió un pasaje para viajar de Frankfurt a Londres a cambio de trabajar en un bote de ganado, llegando sin dinero a la capital británica en 1885. Después de cambiar su nombre a Israel Lipski, se dedicó a fabricar paraguas, dando empleo a Harry Schmuss y Henry Rosenbloom y residiendo junto a otras catorce personas en una vivienda en el n.º 16 de Batty Street, en el East End de Londres.

## Crimen
La serie de acontecimientos que derivaron en su ejecución empezó el 28 de junio de 1887, cuando la policía fue convocada en el n.º 16 de Batty Street; una joven embarazada de seis meses, Miriam Angel, quien vivía un piso por debajo de Lipski, había sido asesinada tras ser forzada a ingerir ácido nítrico, siendo el juez Wynne Edwin Baxter el encargado de la investigación. Lipski fue encontrado inconsciente debajo de la cama de la víctima con quemaduras de ácido en el interior de su propia boca, por lo que se procedió de inmediato a su arresto creyendo que había intentado suicidarse tras matar a Angel. Israel se declaró inocente, afirmando que los responsables del crimen eran Schmuss y Rosenbloom, pese a lo cual fue acusado del asesinato. El subsecuente juicio provocó una gran controversia, con acusaciones de que el mismo estaba empañado por el antisemitismo institucional. El Ministro del Interior Henry Matthews, I vizconde Llandaff, pese a ser contrario a la pena de muerte, permaneció imparcial en el caso de Lipski. El jurado solo necesitó de ocho minutos para declararlo culpable, siendo Israel sentenciado a morir en la horca. El veredicto causó indignación, llegando William Thomas Stead, editor del periódico Pall Mall Gazette, a iniciar una campaña de indulto. De hecho, la propia reina Victoria llegó a sentirse incómoda con el hecho de que Lipski fuese a morir ejecutado únicamente en base a las evidencias presentadas en el juicio. Como resultado del descontento popular, la ejecución fue pospuesta por una semana mientras Matthews y el juez
James Fitzjames Stephen consideraban la posibilidad de un indulto. Entretanto, Lipski se derrumbó y realizó una confesión completa al rabino y portavoz de la comunidad Simeon Singer, declarando que su móvil había sido el robo y no, como se dijo durante el juicio, la violación, siendo en consecuencia ahorcado al día siguiente, el 22 de agosto de 1887, en el patio de la prisión de Newgate.

## Relación con Jack el Destripador
Israel Schwartz, un hombre de «aspecto judío», declaró haber visto a una mujer siendo asaltada en Berner Street la madrugada del 30 de septiembre de 1888. Cuando el atacante gritó «¡Lipski!» a Israel o a otro hombre que estaba allí, Schwartz huyó. Posteriormente el hombre identificaría a la mujer asaltada como Elizabeth Stride, quien se cree murió asesinada por Jack el Destripador en ese momento o poco después. Inicialmente, la policía investigó si vivía alguien con dicho nombre en el vecindario, ya que el crimen de Miriam Angel había tenido lugar el año anterior a tan solo una calle de distancia y en el mismo bloque. Finalmente, las autoridades llegaron a la conclusión de que el término «Lipski» había sido empleado como insulto contra los judíos, si bien en la zona residía un gran número de personas apellidadas Lipski.